# Valea Corbului, Argeș
Valea Corbului este un sat în comuna Călinești din județul Argeș, Muntenia, România.